# رووی آرایکس۵
رووی آرایکس۵ یک کراس‌اوور کامپکت است که توسط سایک موتور با نام تجاری رووی تولید می‌شود. آرایکس۵ در مدل‌های بنزینی (آرایکس۵)، پلاگین هیبریدی (eRX5) و برقی (ERX5) در دسترس است. مدل فیس‌لیفت نسل اول آرایکس۵، آرایکس۵ پلاس نام دارد و در کنار مدل کمی بزرگتر نسل دوم به نام آرایکس۵ مکس به فروش می‌رسید. آرایکس۵ مکس در مدل‌های بنزینی (آرایکس۵ مکس) و پلاگین هیبریدی (RX5 eMax) در دسترس است. آرایکس۵ مکس برای مدل سال ۲۰۲۱ فیس‌لیفت شد.

## نسل اول (۲۰۱۶)
در ۹ ژوئن ۲۰۱۶، گروه علی‌بابا به‌طور رسمی از رووی آرایکس۵، اولین «خودروی اینترنتی» خود با همکاری سایک رونمایی کرد. این خودرو در اوت ۲۰۱۶ و با قیمت ۱۴۸٬۸۰۰ یوان (۲۲٬۳۰۰ دلار) وارد بازار شد.

### eRX5 و ERX5
آرایکس۵ در سه پیشرانه مختلف، از جمله آرایکس۵ با موتور بنزینی، eRX5 پلاگین هیبریدی و ERX5 تمام الکتریکی عرضه شد. حرف "E" بزرگ در سیستم نام‌گذاری رووی نشان‌دهنده کاملاً الکتریکی است در حالی که حرف "e" کوچک نشان‌دهنده ترکیبی است.
تفاوت‌های ظاهری مدل‌ها عمدتاً در نمای جلو است، به طوری که eRX5 و ERX5 دارای جلوپنجره بزرگ‌تر و جاپلاکی جلوی درون جلوپنجره هستند. تنها تفاوت ظاهری بین eRX5 و ERX5، تنظیمات و گرافیک متفاوت داخلی چراغ‌های جلو است.

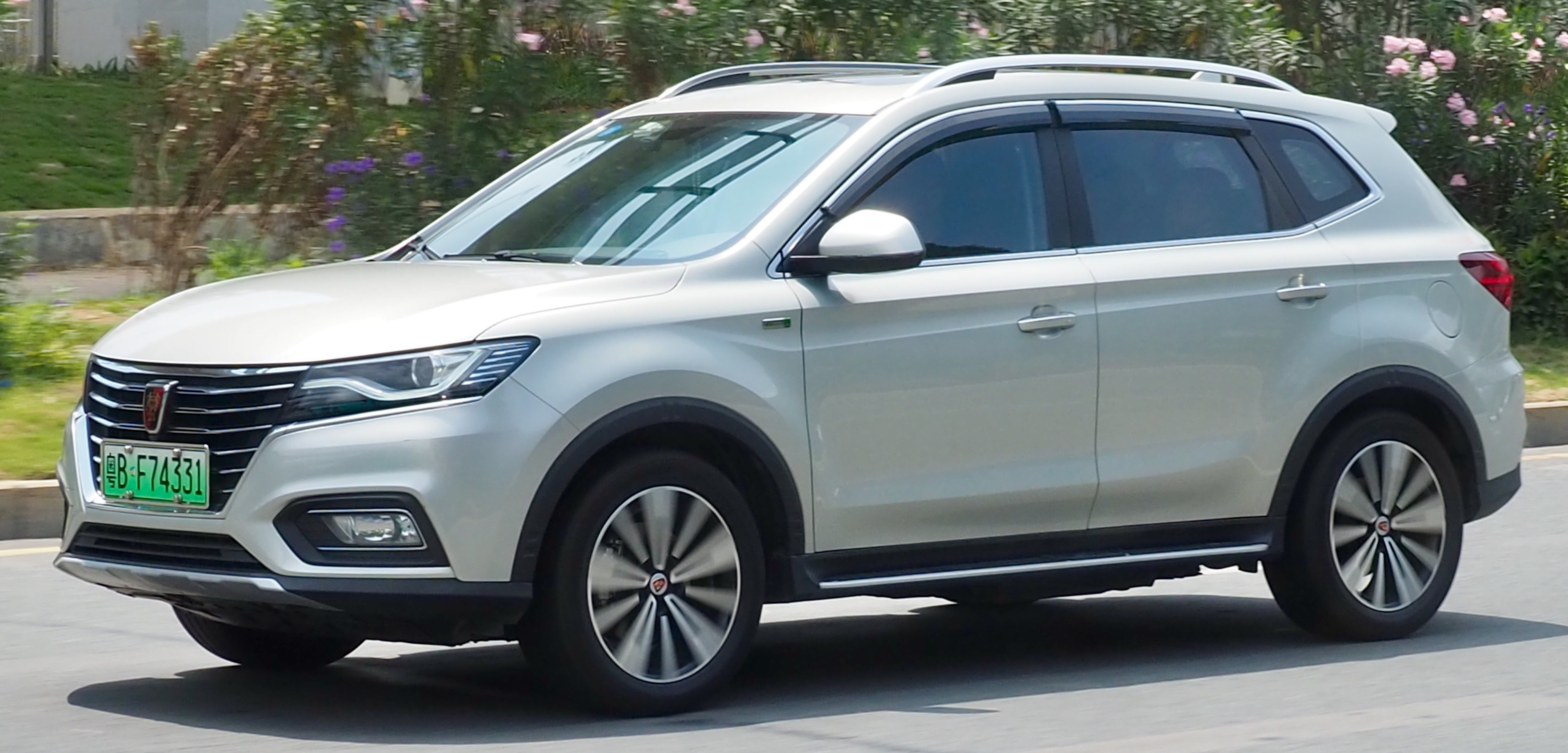
رووی eRX5
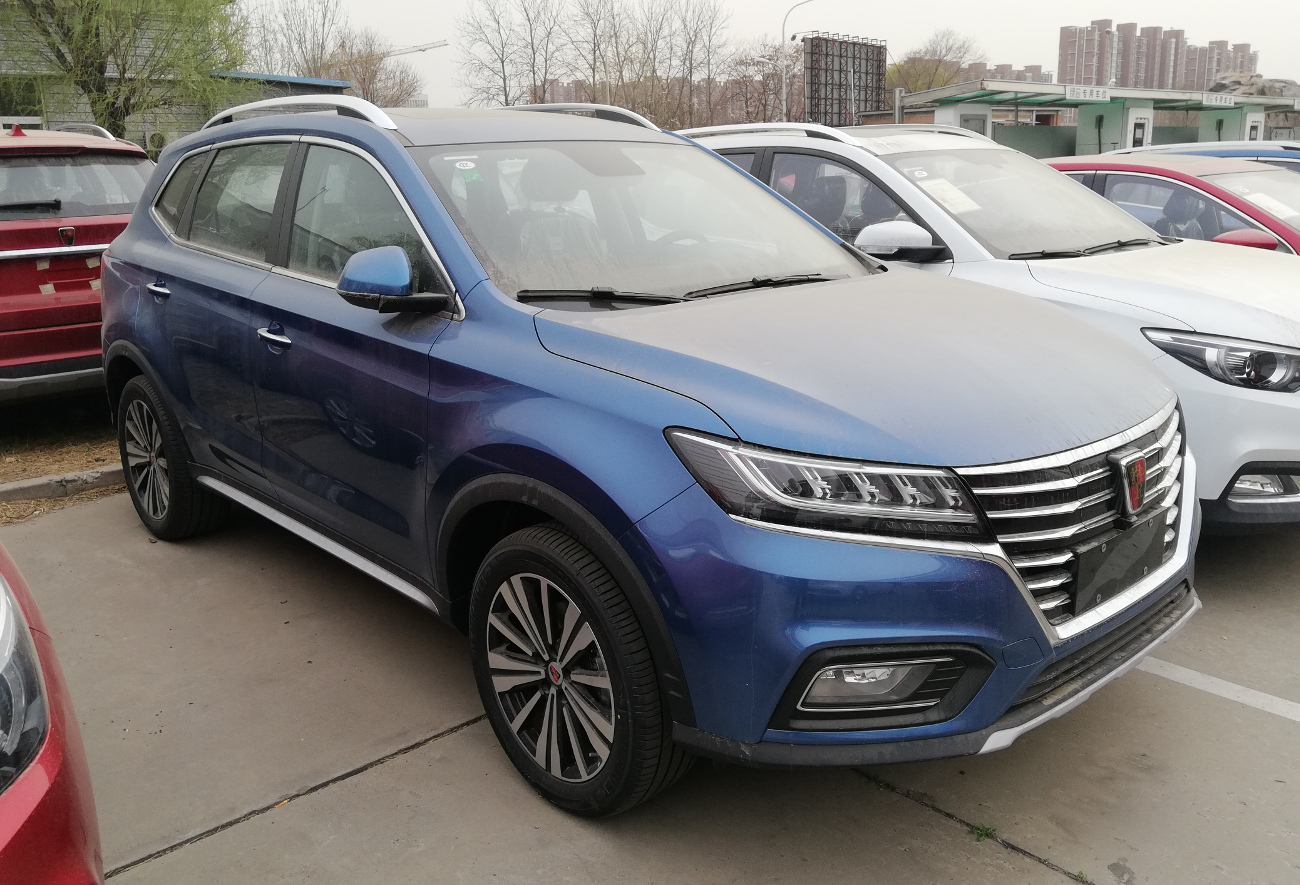
رووی ERX5
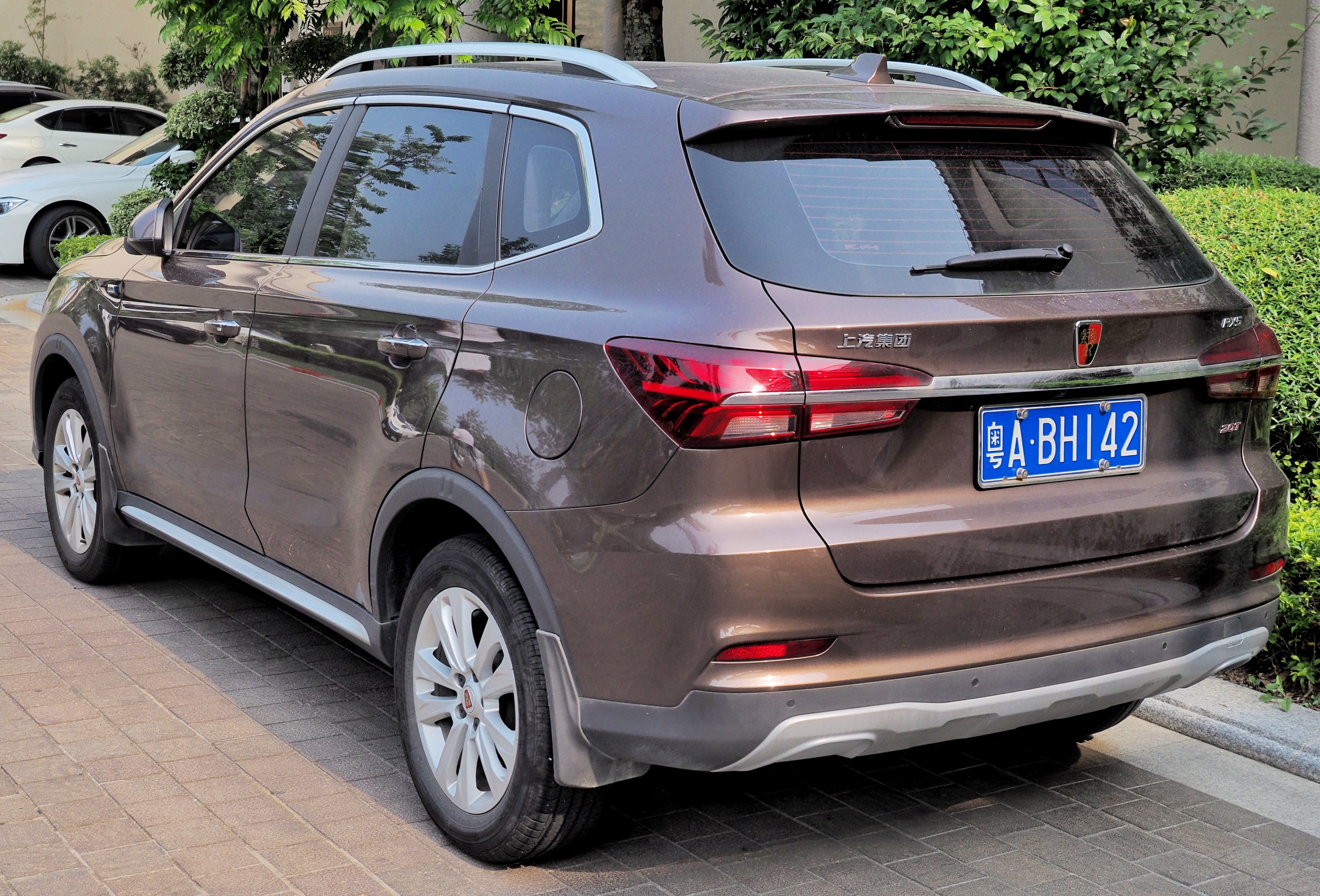
رووی آرایکس۵ (نمای عقب)
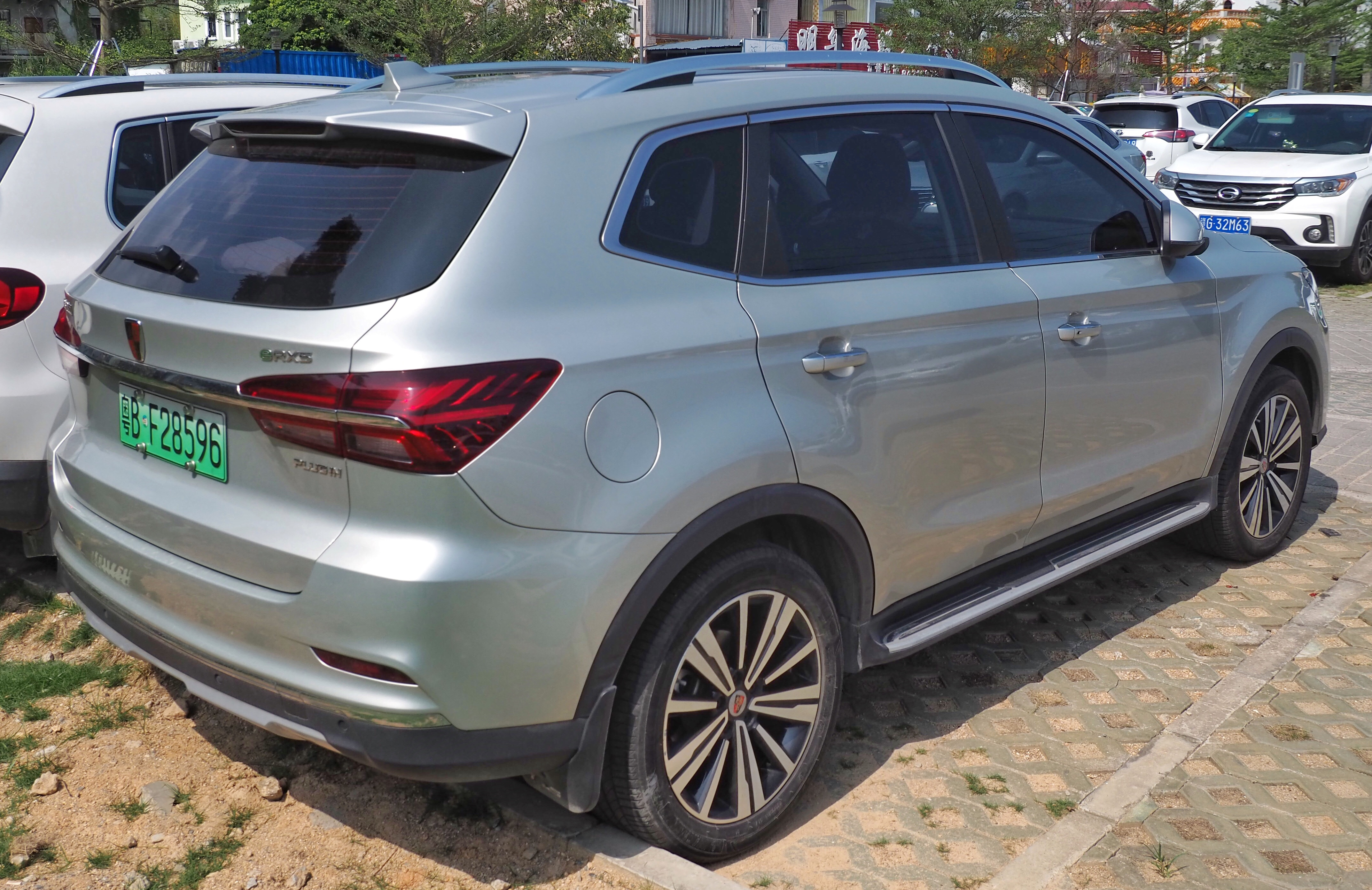
رووی eRX5 (نمای عقب)

### ام‌جی آرایکس۵
آرایکس۵ با برند ام‌جی نیز به فروش رسیده‌است؛ البته فقط با پیشرانه‌های بنزینی. موتور ۲٫۰ لیتری توربو نیز فقط با حالت تمام چرخ متحرک عرضه می‌شود. ام‌جی آرایکس۵ در فوریه ۲۰۱۸ در خاورمیانه و فیلیپین عرضه شد این مدل همچنین در کامبوج، ایران و آمریکای جنوبی به فروش رسیده‌است.

### آرایکس۵ پلاس
در آوریل ۲۰۲۰، سایک رووی آرایکس۵ پلاس را عرضه کرد. این خودرو اساساً مدل فیس‌لیفت آرایکس۵ معمولی است. این خودرو دارای نمای جلوی تحول‌یافته بود؛ از جمله چراغ‌های جدید جلو، شکل جدید جلوپنجره که یک شکل الماس مانند بافته شده با لوگو جدید رووی با پس‌زمینه سیاه و یک نمای عقب تازه شده.

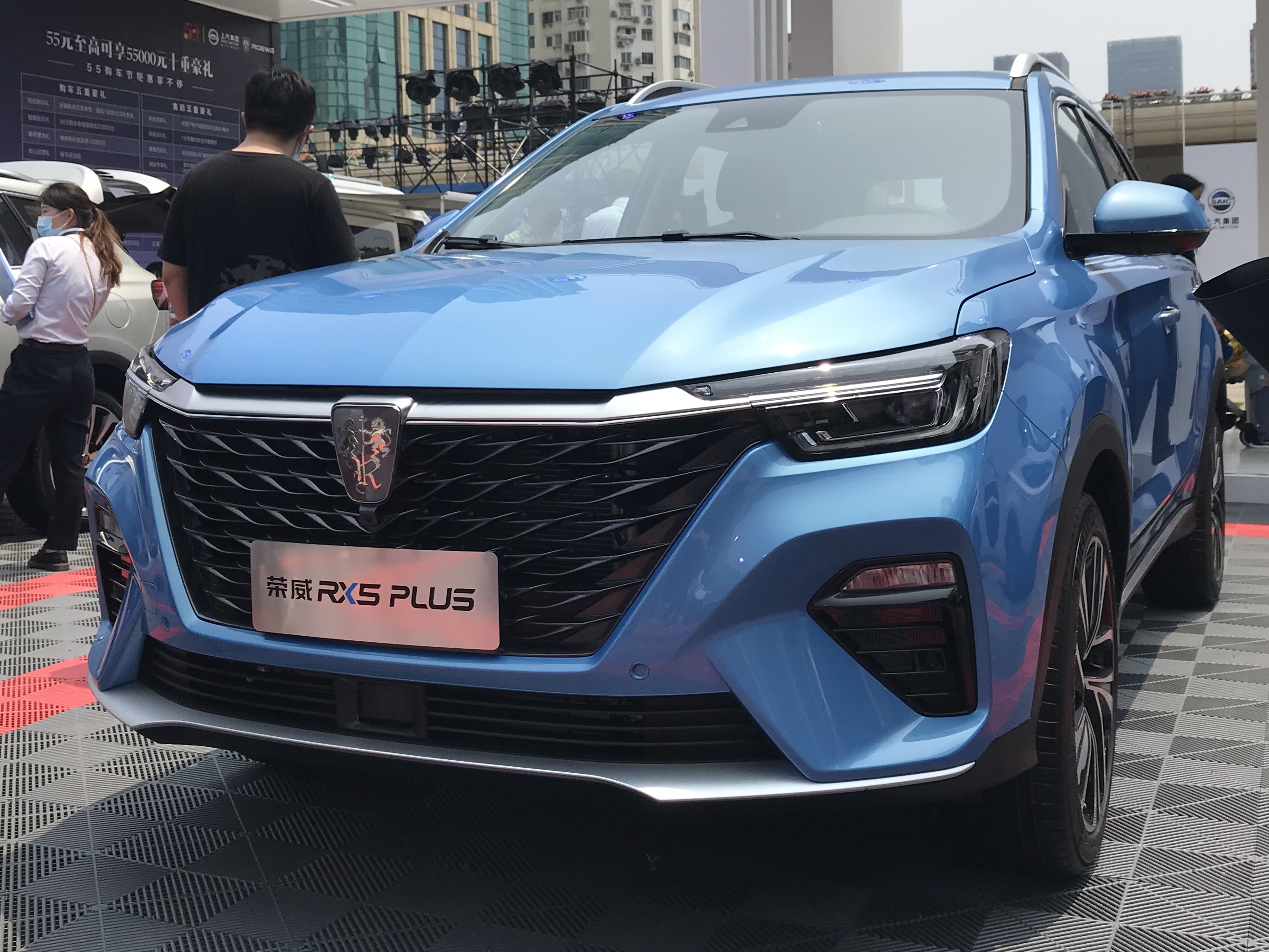
رووی آرایکس۵ پلاس (نمای جلو)
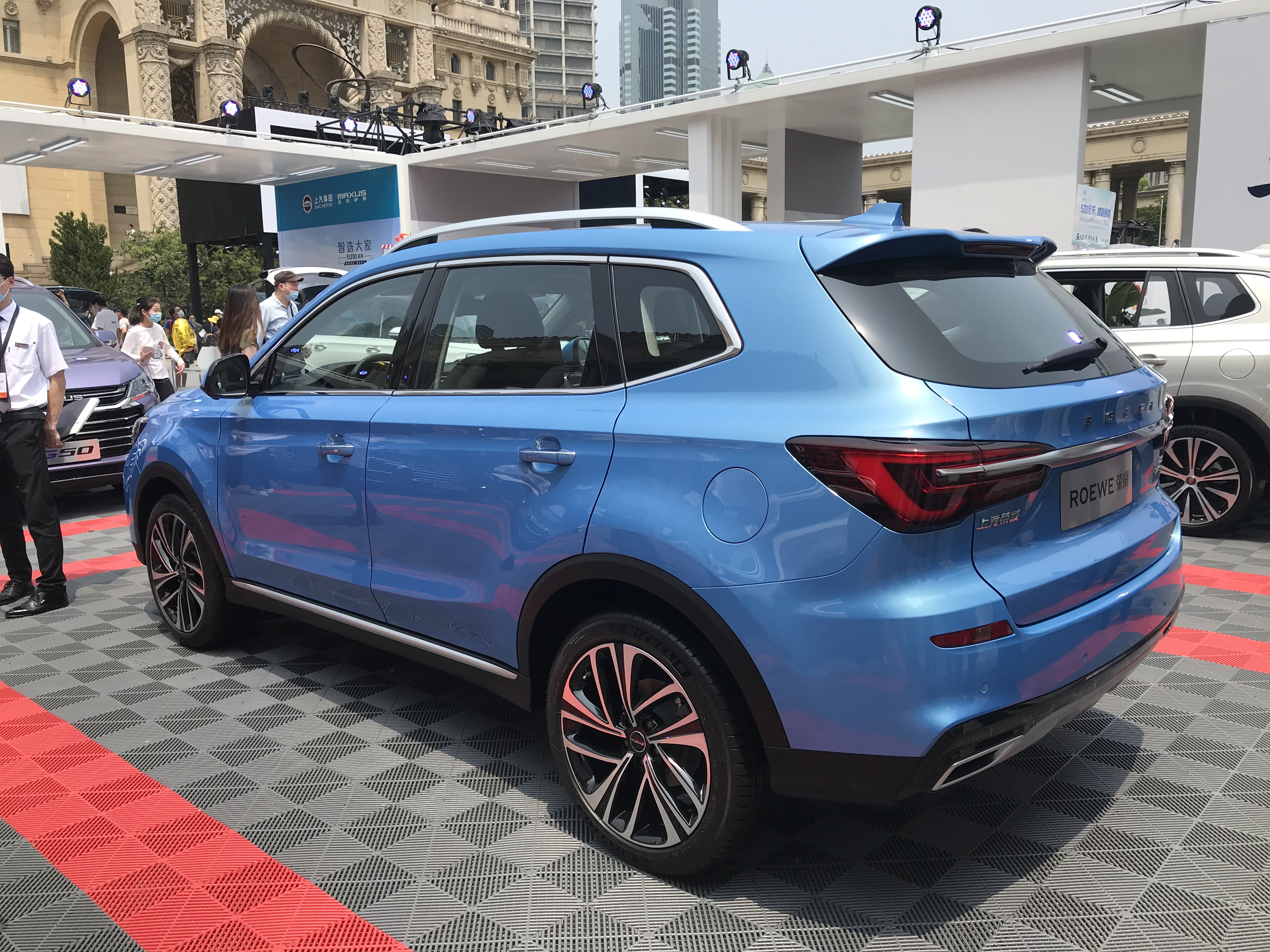
رووی آرایکس۵ پلاس (نمای عقب)

### فیس‌لیفت آرایکس۵ پلاس
رووی آرایکس۵ پلاس در سال ۲۰۲۱ فیس‌لیفت دیگری را دریافت کرد که عمدتاً شامل تغییرات در جلوپنجره جلو بود. مدل ۲۰۲۱ در نمایشگاه خودرو شانگهای ۲۰۲۱ رونمایی شد.

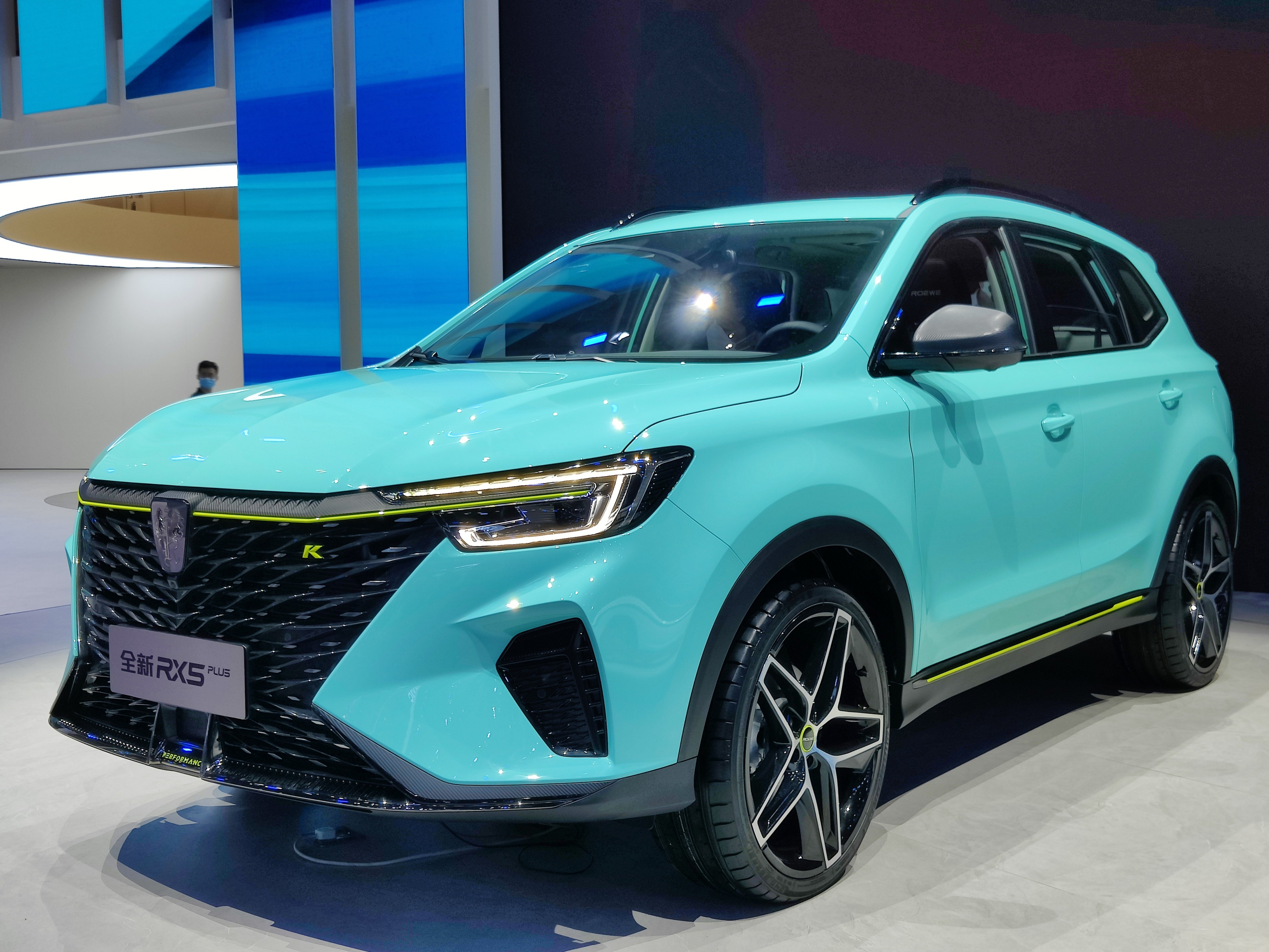
رووی آرایکس۵ پلاس ۲۰۲۱ (نمای جلو)
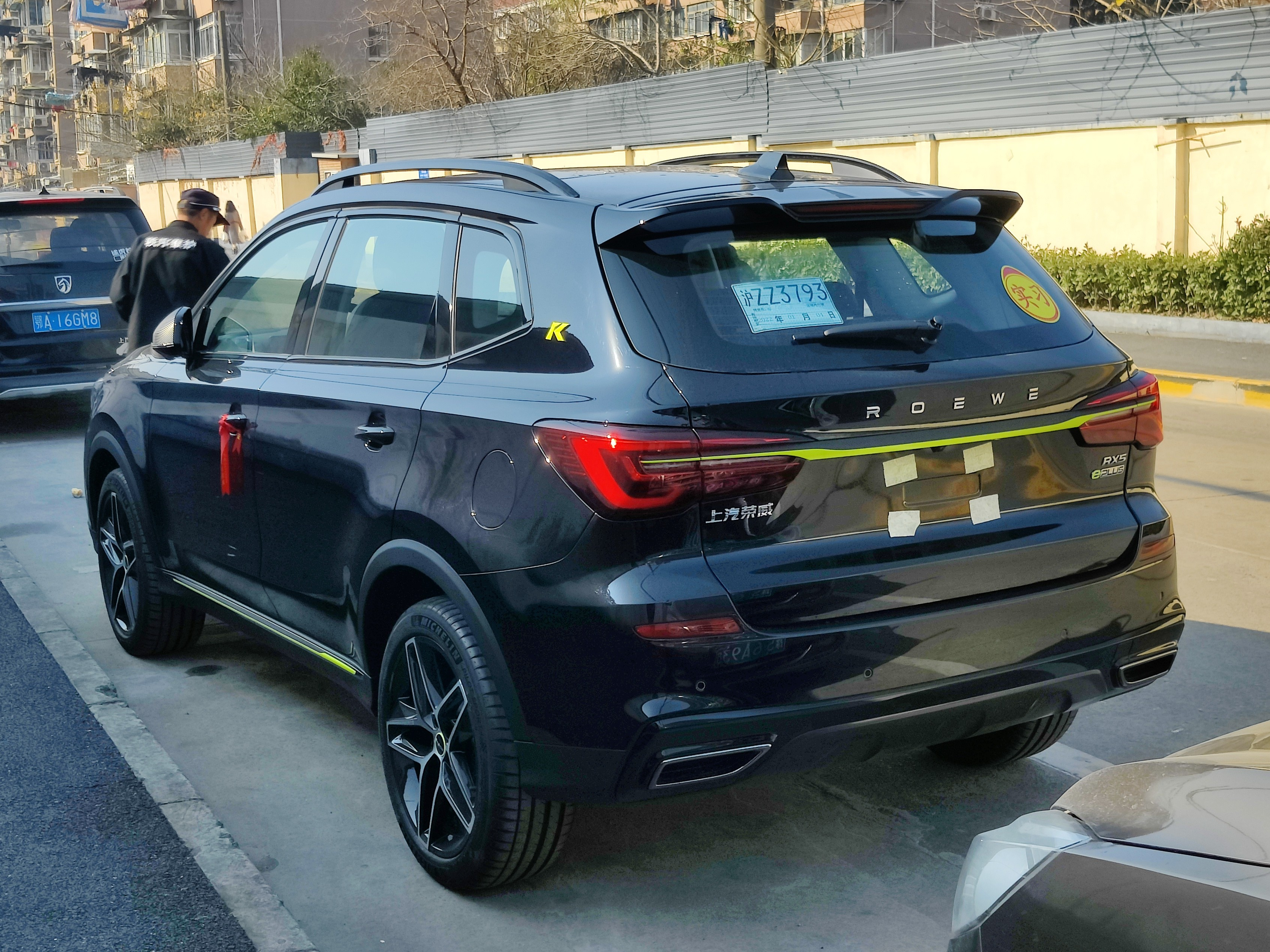
رووی آرایکس۵ پلاس ۲۰۲۱ (نمای عقب)

### پیشرانه‌ها
| موتورها                   | موتورها                                     | موتورها | موتورها    | موتورها                                                                 | موتورها                                                | موتورها                                | موتورها                             |
| مدل                       | انتقال قدرت                                 | نوع     | حجم        | قدرت                                                                    | گشتاور                                                 | حداکثر سرعت                            | شتاب ۰–۶۰ مایل بر ساعت              |
| ------------------------- | ------------------------------------------- | ------- | ---------- | ----------------------------------------------------------------------- | ------------------------------------------------------ | -------------------------------------- | ----------------------------------- |
| SGE 1.5TGI                | ۶ سرعته دستی                                | آی۴     | ۱٬۴۶۸ سی‌سی | ۱۲۴ کیلووات (۱۶۹ اسب بخار متری؛ ۱۶۶ اسب بخار ترمز)                      | ۲۵۰ نیوتن متر (۱۸۴ پوند-فوت) در ۱۷۰۰–۴۴۰۰ دور در دقیقه | ۱۹۰ کیلومتر بر ساعت (۱۱۸ مایل بر ساعت) | ۷٫۹ ثانیه                           |
| SGE 1.5TGI                | ۷ سرعته دوکلاچه                             | آی۴     | ۱٬۴۹۰ سی‌سی | ۱۲۴ کیلووات (۱۶۹ اسب بخار متری؛ ۱۶۶ اسب بخار ترمز)                      | ۲۵۰ نیوتن متر (۱۸۴ پوند-فوت) در ۱۷۰۰–۴۴۰۰ دور در دقیقه | ۱۹۰ کیلومتر بر ساعت (۱۱۸ مایل بر ساعت) | ۷٫۹ ثانیه                           |
| MGE 2.0TGI                | ۶ سرعته دوکلاچه                             | آی۴     | ۱٬۹۹۵ سی‌سی | ۱۶۲ کیلووات (۲۲۰ اسب بخار متری؛ ۲۱۷ اسب بخار ترمز)                      | ۳۵۰ نیوتن متر (۲۵۸ پوند-فوت) در ۲۵۰۰–۴۰۰۰ دور در دقیقه | ۲۰۸ کیلومتر بر ساعت (۱۲۹ مایل بر ساعت) | ۷٫۹ ثانیه                           |
| SGE 1.5TGI PHEV           | ۲ سرعته خوکار برقی                          | آی۴     | ۱۴۶۸ سی‌سی  | ۱۱۹ کیلووات (۱۶۲ اسب بخار متری؛ ۱۶۰ اسب بخار ترمز) در ۵۵۰۰ دور در دقیقه | ۲۵۰ نیوتن متر (۱۸۴ پوند-فوت) در ۱۷۰۰–۴۳۰۰ دور در دقیقه | ۲۰۰ کیلومتر بر ساعت (۱۲۴ مایل بر ساعت) | ۸٫۲ ثانیه                           |
| موتور سنکرون آهنربای دائم | سیستم محرک الکتریکی تک سرعته (EDS) اتوماتیک | -       | -          | ۸۵ کیلووات (۱۱۶ اسب بخار متری؛ ۱۱۴ اسب بخار ترمز)                       | ۲۵۵ نیوتن متر (۱۸۸ پوند-فوت) در ۱۷۰۰–۴۴۰۰ دور در دقیقه | ۱۳۵ کیلومتر بر ساعت (۸۴ مایل بر ساعت)  | ؟ (۰–۵۰ کیلومتر بر ساعت: ۴٫۲ ثانیه) |

## نسل دوم، آرایکس۵ مکس (۲۰۱۹)
پیش‌نمایش رووی آرایکس۵ مکس در نمایشگاه خودرو شانگهای ۲۰۱۹ با نام رووی مکس رونمایی شد شد.
این مدل بعداً با نام رووی آرایکس۵ مکس معرفی شد. این مدل به گونه‌ای طراحی شده‌است که جایگزینی بزرگ‌تر و لوکس‌تر برای آرایکس۵ باشد.

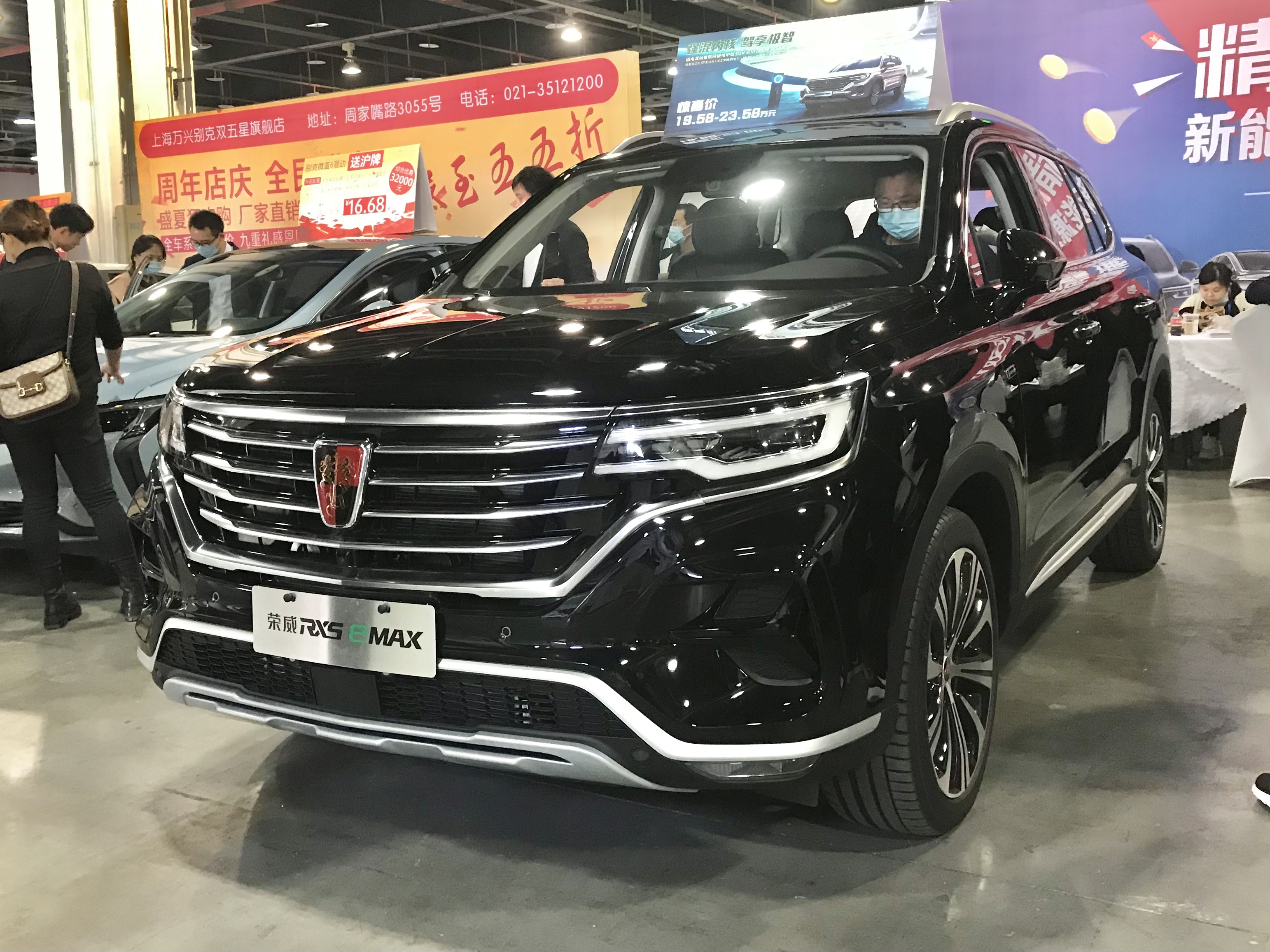
رووی آرایکس۵ eMax (نمای جلو)
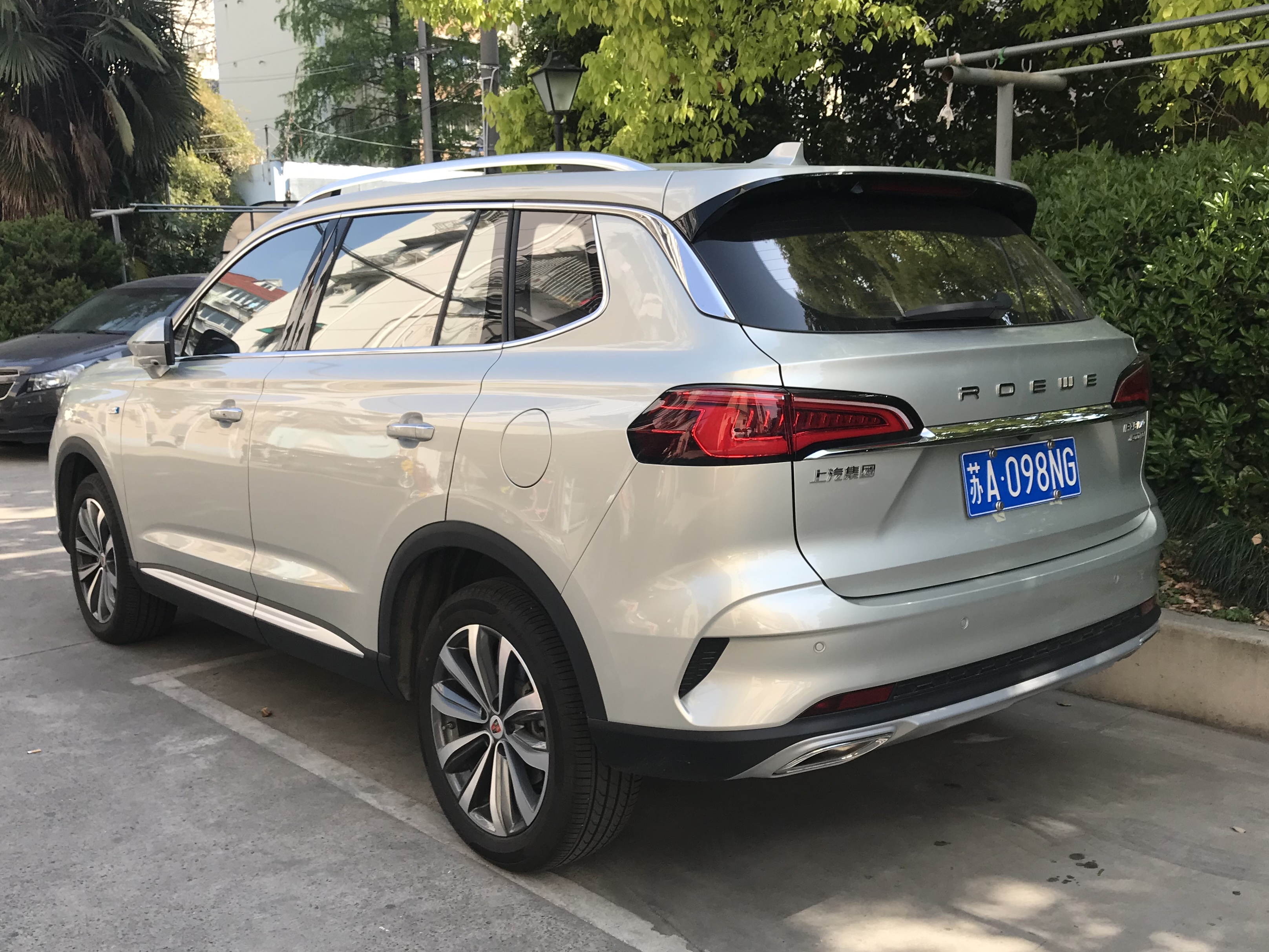
رووی آرایکس۵ مکس (نمای عقب)

### ویژگی‌های فنی
رووی آرایکس۵ مکس از همان موتورهای رووی آرایکس۵ استفاده می‌کند که شامل موتور ۱٫۵ لیتری توربو خطی چهار و موتور ۲٫۰ لیتری توربو خطی چهار است. گزینه‌های گیربکس شامل گیربکس شش سرعته دستی، گیربکس شش سرعته اتوماتیک، گیربکس شش سرعته دو کلاچه است.

### آرایکس۵ eMAX
آرایکس۵ eMAX نسخه پلاگین هیبریدی کراس‌اوور آرایکس۵ مکس است. این خودرو از یک موتور ۱٫۵ لیتری توربو و یک موتور الکتریکی نیرو می‌گیرد. جعبه‌دنده این خودرو از نوع ۱۰ سرعته ساخت شرکت سایک است. برد الکتریکی خالص آرایکس۵ eMax ۷۰ کیلومتر (۴۳ مایل) و مصرف سوخت آن نیز ۱٫۴ لیتر بر ۱۰۰ کیلومتر (۲۰۰ مایل بر گالون بریتانیایی؛ ۱۷۰ مایل بر گالون آمریکایی) است.

### فیس‌لیفت ۲۰۲۱
رووی آرایکس۵ مکس برای مدل سال ۲۰۲۱ فیس‌لیفت شد. این فیس‌لیفت در جریان نمایشگاه خودرو گوانگژو ۲۰۲۰ در نوامبر ۲۰۲۰ عرضه شد. مدل فیس‌لیفت از همان پیشرانه مدل قبل فیس‌لیفت استفاده می‌کند؛ در حالی که دارای یک چراغ جلوی پیوسته در قسمت جلویی و لوگوی به‌روز شده رووی است.

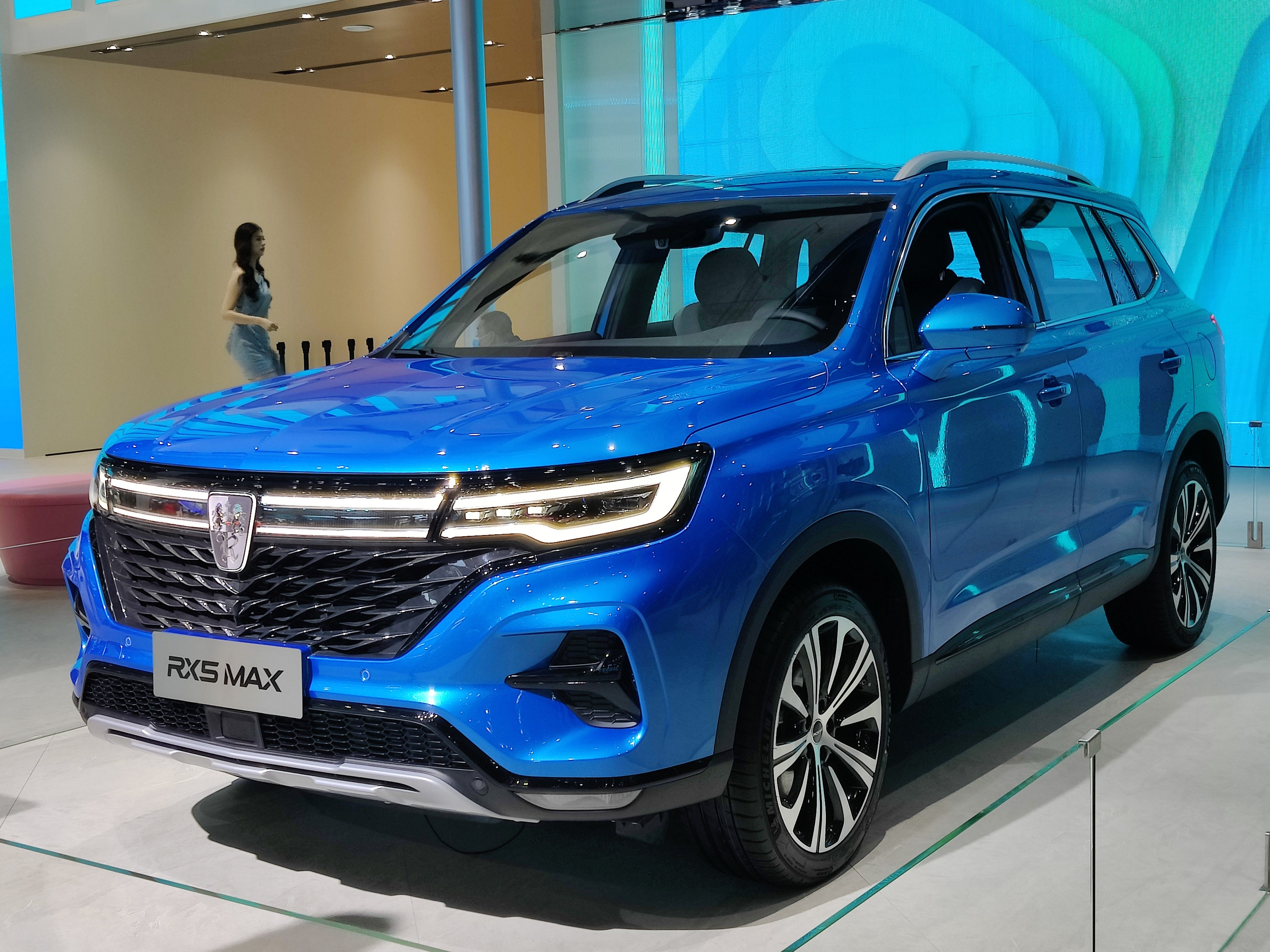
رووی آرایکس۵ مکس فیس‌لیفت (نمای جلو)
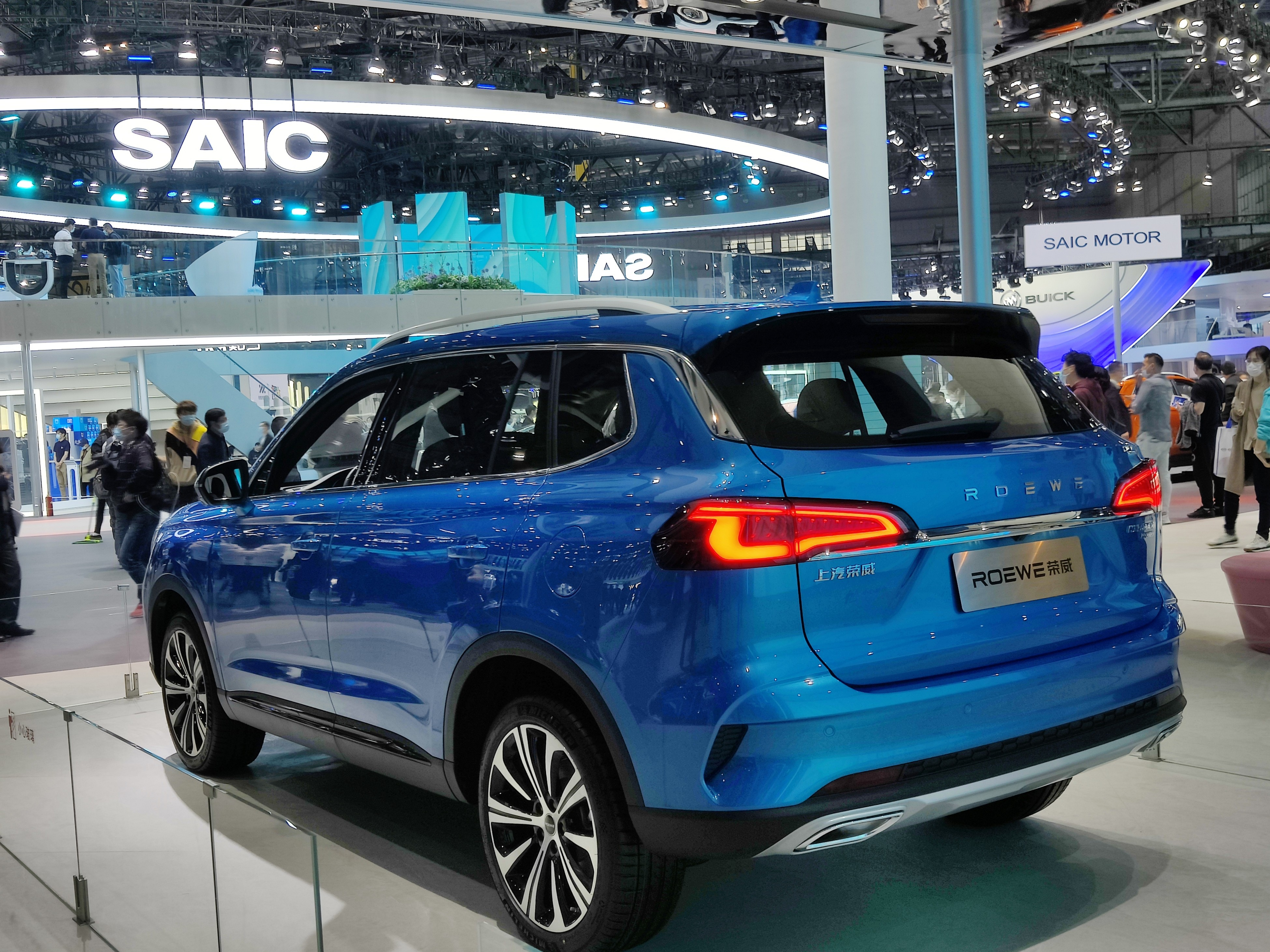
رووی آرایکس۵ فیس‌لیفت (نمای عقب)

### فیس‌لیفت ۲۰۲۲
رووی آرایکس۵ مکس یک فیس‌لیفت دیگر برای مدل سال ۲۰۲۲ دریافت کرد. این فیس‌لیفت که در دسامبر ۲۰۲۱ به بازار عرضه شد، به‌طور کامل قسمت جلویی را تغییر داد و استایل قسمت عقب را کمی اصلاح کرد.

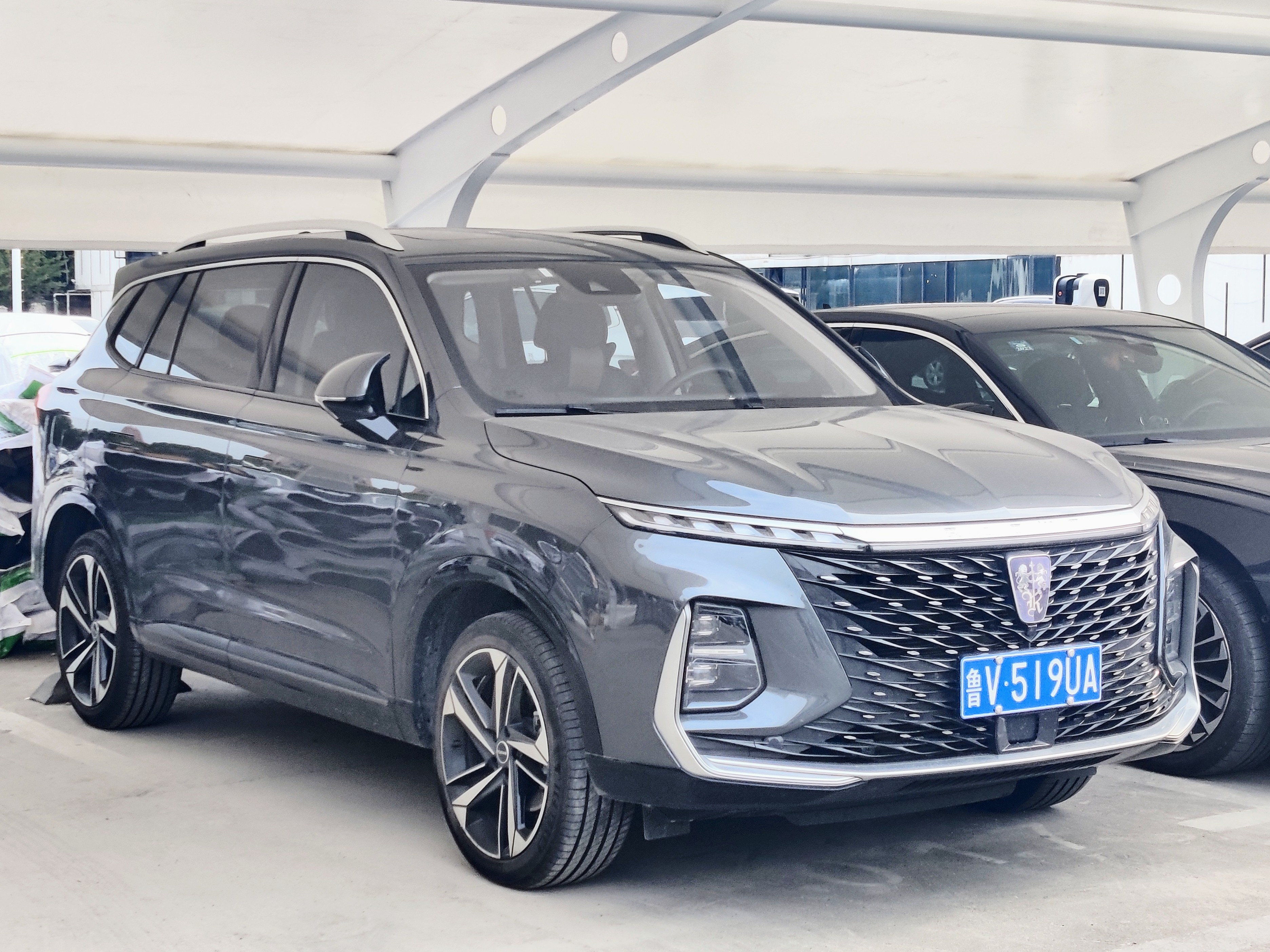
رووی آرایکس۵ فیس‌لیفت ۲۰۲۲ (نمای جلو)
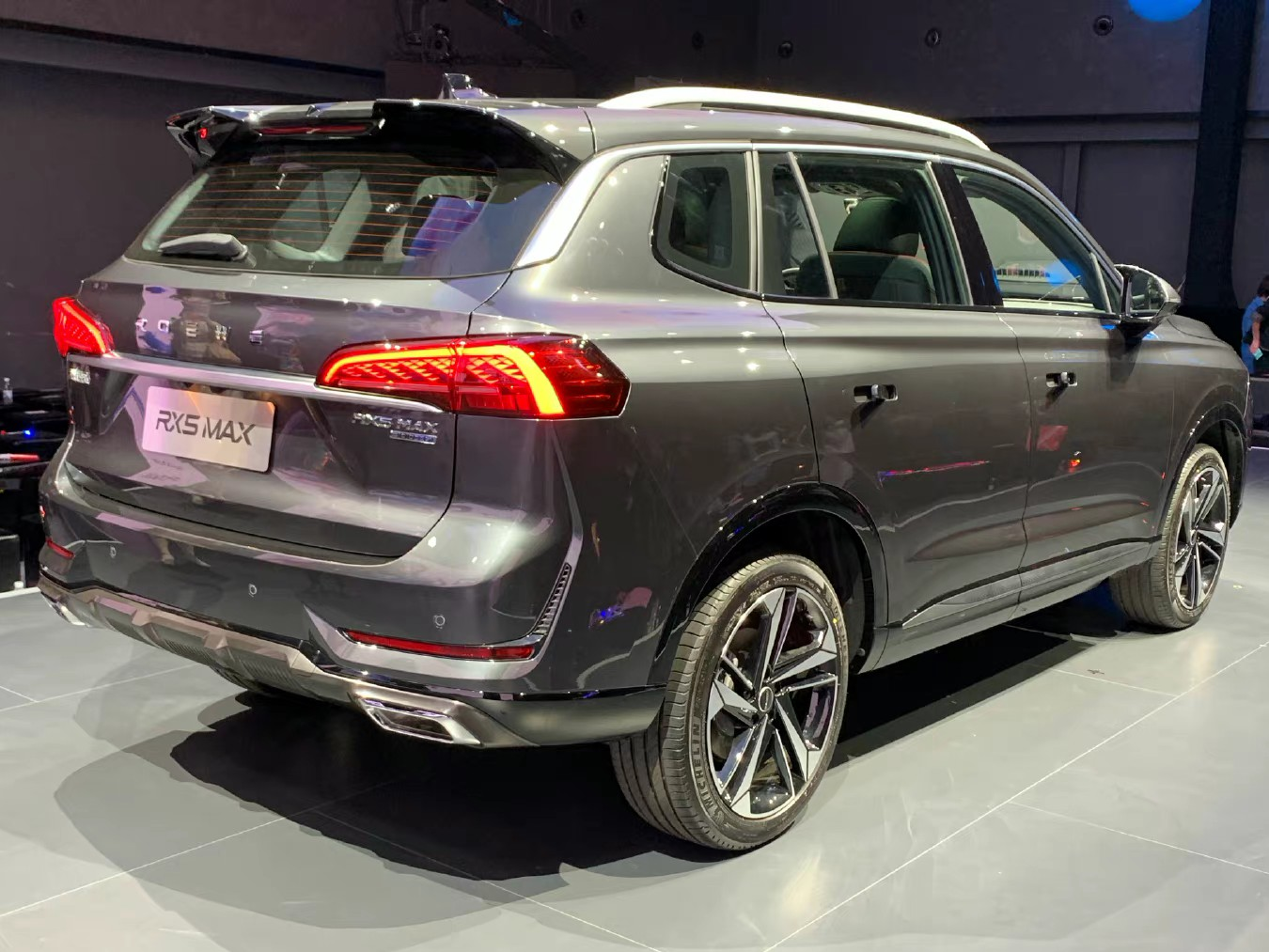
رووی آرایکس۵ مکس فیس‌لیفت ۲۰۲۲ (نمای عقب)
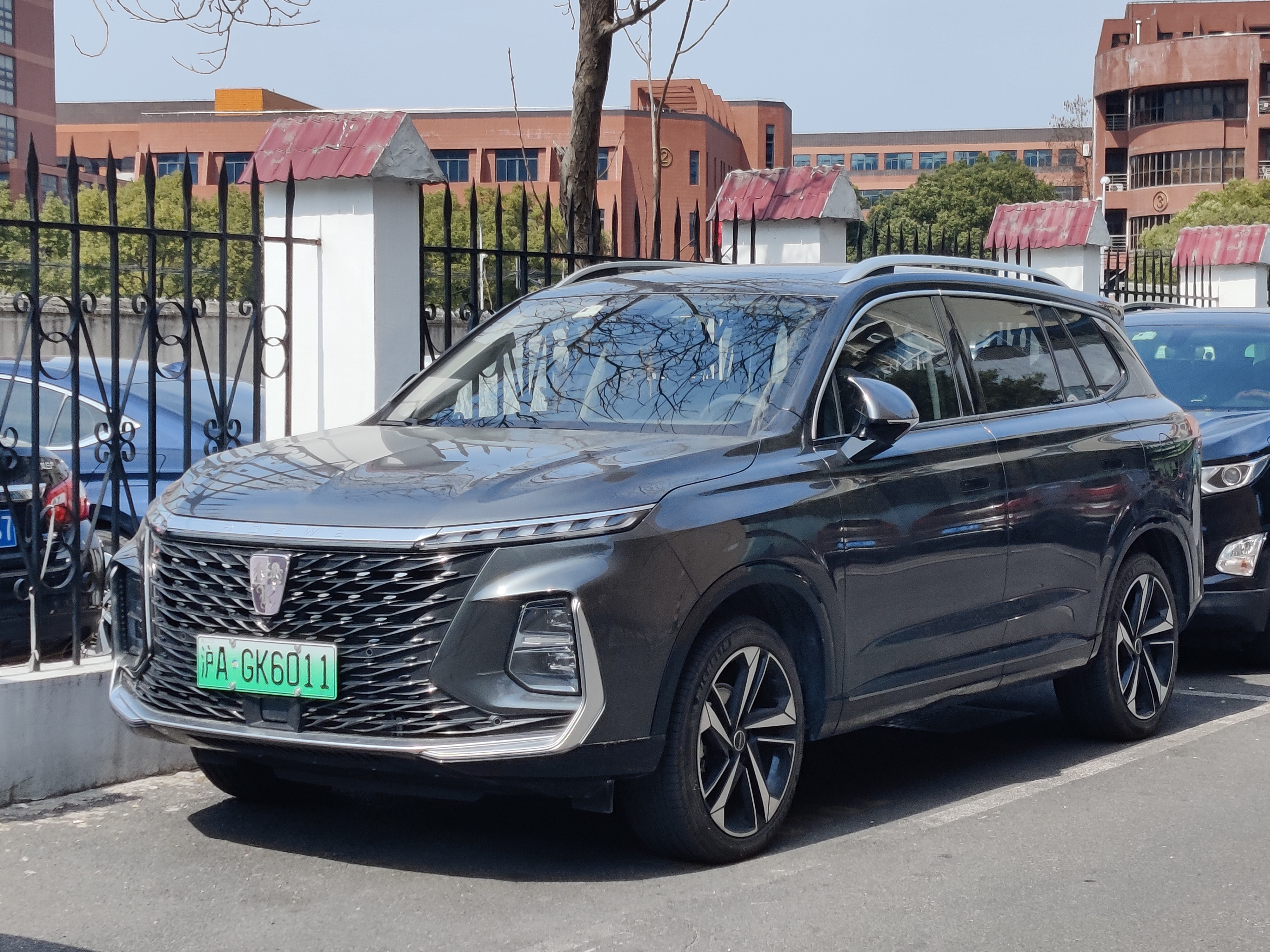
رووی آرایکس۵ eMax فیس‌لیفت ۲۰۲۲ (نمای جلو)
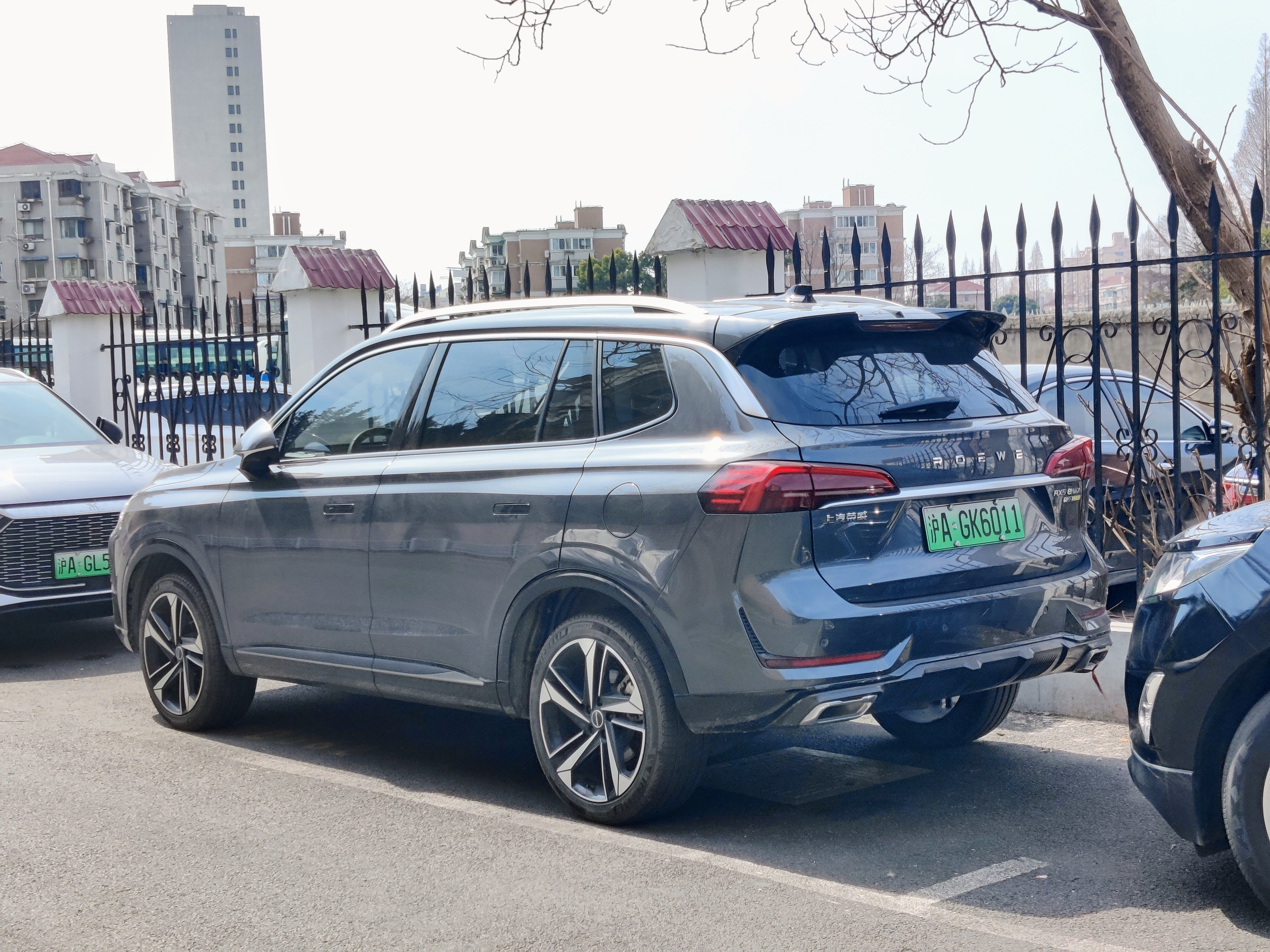
رووی آرایکس۵ eMax فیس‌لیفت ۲۰۲۲ (نمای عقب)

## نسل سوم (۲۰۲۲)
تصاویر نسل سوم رووی آرایکس۵ در مارس ۲۰۲۲ منتشر شد. نسل سوم آرایکس۵ دارای موتور ۱٫۵ لیتری توربو با کد 15FDE است که حداکثر توان خروجی ۱۸۸ اسب بخار (۱۴۰ کیلووات؛ ۱۹۱ اسب بخار متری) را تولید می‌کند و به یک گیربکس ۷ سرعته دوکلاچه تَر متصل شده‌است. این موتور نسخه به‌روز شده نسل دوم قوای محرکه بلو کور سایک است.

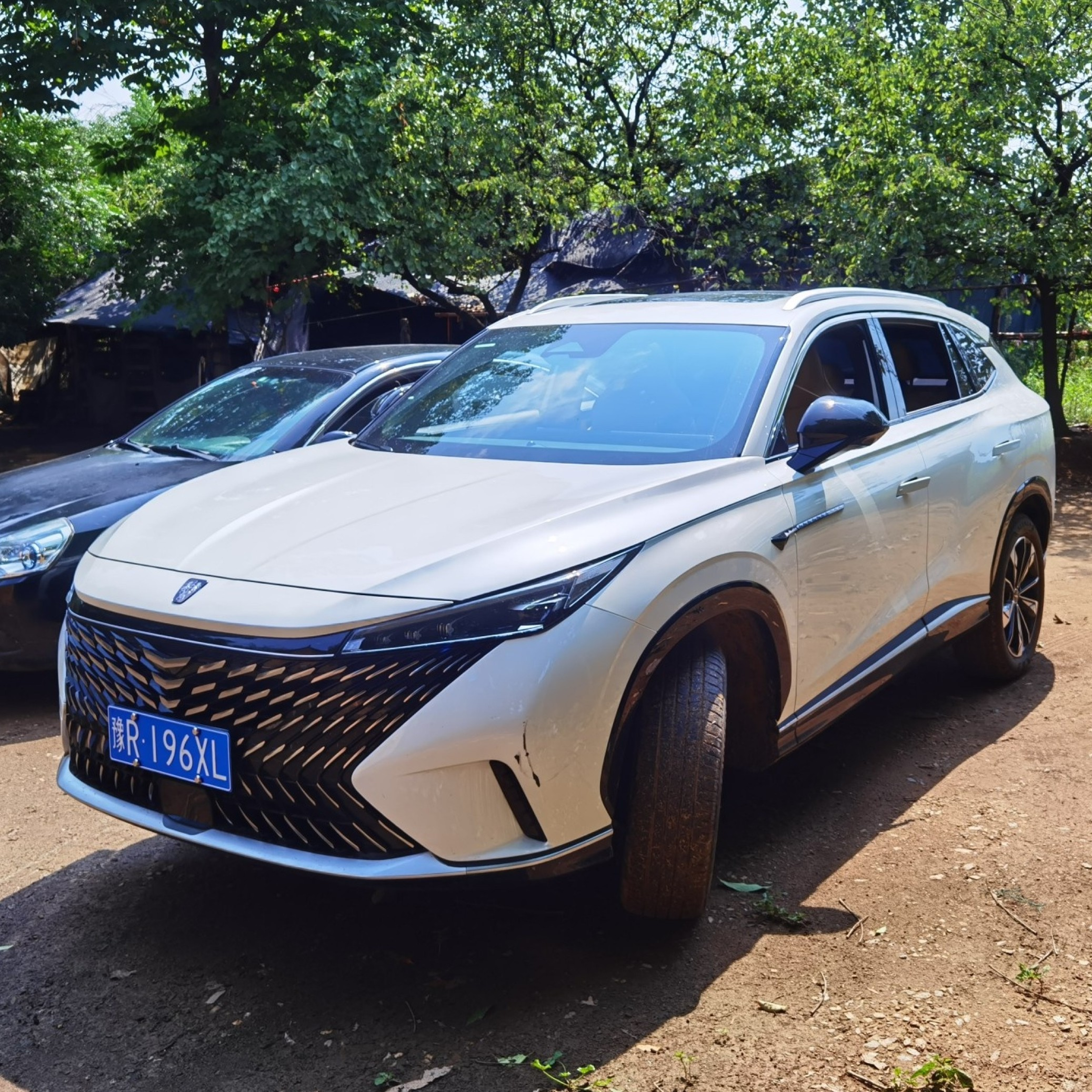
رووی آرایکس۵ (نمای جلو)
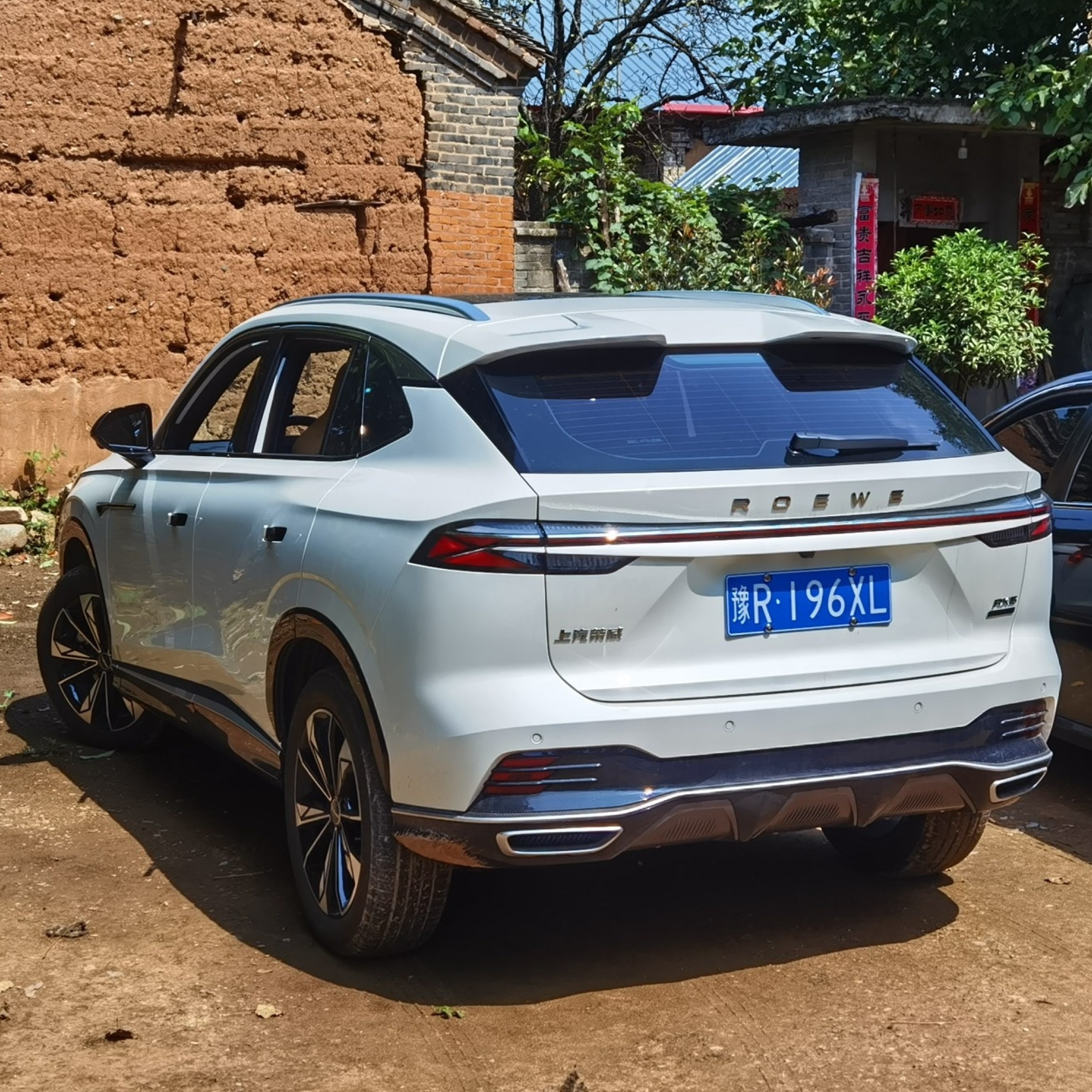
رووی آرایکس۵ (نمای عقب)

### eRX5
نسل سوم رووی آرایکس۵ همچنین در یک مدل هیبریدی پلاگین به نام رووی eRX5 در دسترس است. مدل PHEV از موتور ۱٫۵ لیتری توربو VTGI SAIC's Blue Core GS61 بهره می‌برد که حداکثر ۱۳۸ کیلووات (۱۸۵ اسب بخار؛ ۱۸۸ اسب بخار متری) قدرت تولید می‌کند. علاوه بر این موتور، یک موتور الکتریکی با حداکثر توان خروجی ۱۸۰ کیلووات (۲۴۱ اسب بخار؛ ۲۴۵ اسب بخار متری) و حداکثر گشتاور ۵۷۰ نیوتن متر (۴۲۰ پوند-فوت؛ ۵۸٫۱ کیلوگرم متر) نیز در این خودرو قرار دارد. گیربکس این خودرو از نوع ۱۰ سرعته اتوماتیک است. حداکثر سرعت eRX5 ۲۰۰ کیلومتر بر ساعت (۱۲۰ مایل بر ساعت) و شتاب ۰ تا ۱۰۰ کیلومتر بر ساعت (۰ تا ۶۲ مایل بر ساعت) آن نیز ۶٫۹ ثانیه است. مصرف سوخت این خودرو نیز ۳٫۳ لیتر بر ۱۰۰ کیلومتر (۳۰٫۳ کیلومتر بر لیتر؛ ۷۱٫۳ مایل بر گالون آمریکایی؛ ۸۵٫۶ مایل بر گالون بریتانیایی) است.

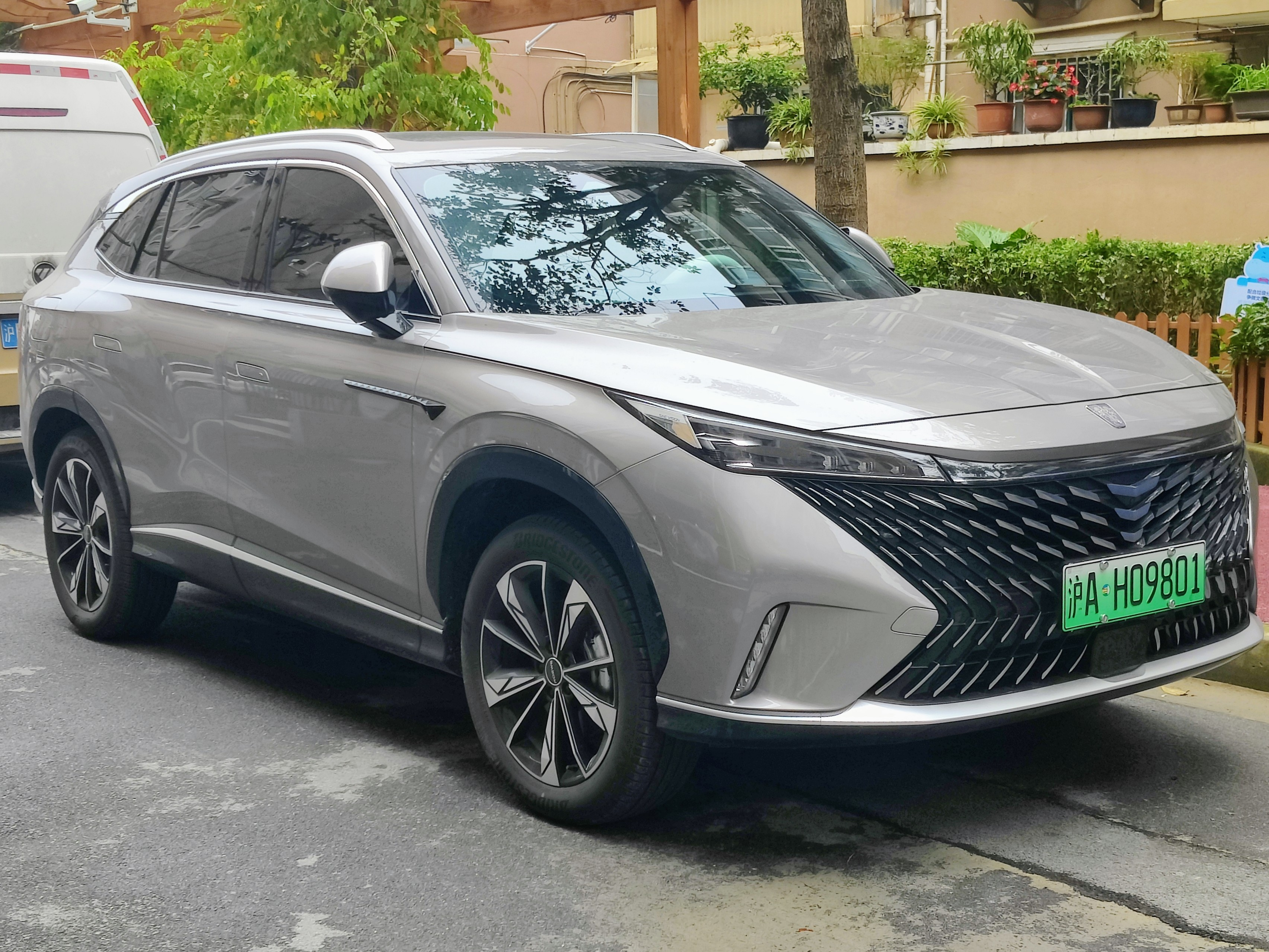
رووی eRX5 (نمای جلو)
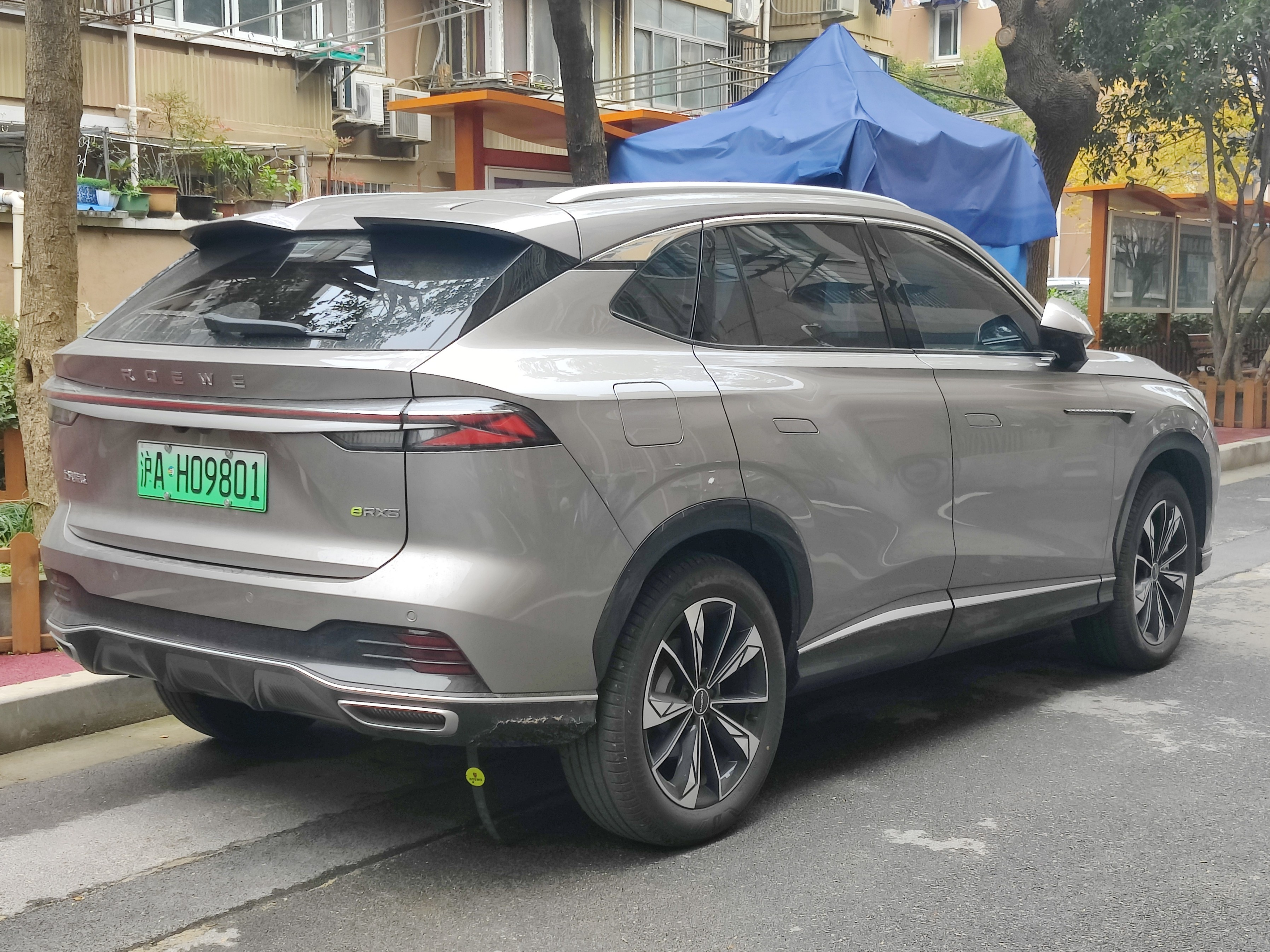
رووی eRX5 (نمای عقب)